# Billy Hatcher and the Giant Egg
Billy Hatcher and the Giant Egg (también conocido simplemente como Billy Hatcher) es un videojuego de plataformas desarrollado por Sonic Team y publicado por Sega para la Nintendo GameCube en 2003. Mindscape lanzó un port para Microsoft Windows en Europa en 2006. A pesar de que el juego recibió críticas mixtas, obtuvo una notable relevancia dentro de los distintos videojuegos de Sonic Team con el paso del tiempo, principalmente debido a la combinación estética de los juegos de Super Mario y Sonic the Hedgehog en sus diseños de niveles y personajes.

## Jugabilidad
Billy Hatcher es un juego de plataformas en 3D cuya mecánica gira en torno a hacer crecer y eclosionar huevos para derrotar a los cuervos, los principales antagonistas de la historia. El jugador controla a Billy y sus amigos, que no pueden hacer mucho por sí solos aparte de moverse y saltar, pero sus habilidades se amplían enormemente cuando sostienen un huevo. Mientras hace rodar un huevo, Billy se mueve más rápido y es más ágil. También pueden realizar varias técnicas con un huevo, como sumergirlo, golpearlo, correr y disparar.

## Trama
La historia comienza en un reino pacífico de fantasía llamado "Morning Land", donde los habitantes son pollos que viven en paz y armonía. Este mundo se hace añicos cuando Dark Raven y su ejército de cuervos atacan el reino, tomando a los habitantes por sorpresa y envolviendo Morning Land en un manto de noche eterna y antinatural. Mientras tanto, Billy Hatcher y sus amigos son transportados a Morning Land por un polluelo que habían salvado del ataque de dos cuervos.
Billy descubre que los cuervos están tratando de apoderarse de Morning Land y pronto se apoderarán del mundo humano. Allí se le informa que si no salva Morning Land, Dark Raven traerá la noche eterna, la oscuridad vencerá en los corazones de todos y los dos mundos serán gobernados por el mal. Billy luego va y recibe el traje Chicken Suit para comenzar la aventura y liberar a los seis Ancianos Pollos, que han sido encarcelados en huevos dorados por los cuervos. Una vez que ha liberado a los Ancianos, derrotado a los seis Jefes Cuervo y abierto la Puerta del Arcoíris, Billy viajará al Palacio Gigante, donde Dark Raven está tratando de incubar el Huevo Gigante para recibir el poder máximo.

## Legado
Billy ha aparecido como personaje jugable en varios títulos crossover de Sega, incluidos Sega Superstars, Sonic Riders: Zero Gravity y Sonic & Sega All-Stars Racing, además de aparecer también en los Archie Comics. En diciembre de 2022, el diseñador de Sonic Team, Shun Nakamura, declaró que le gustaría hacer una secuela del juego.